# Santa Elena (provins)
Santa Elena är en provins i västra Ecuador. Den administrativa huvudorten är Santa Elena.

## Administrativ indelning
Provinsen är indelad i tre kantoner:
- La Libertad
- Cantón Salinas
- Santa Elena